# 築夢頌
《築夢頌》是大嘴鳥互動開發和發行的策略益智游戏。在遊戲中，玩家需要通過拼湊組合各式各樣的地景板塊來創造風景，每塊板塊由最多六種土地類型組成。當玩家放置板塊後，遊戲便會按照該板塊邊緣與相鄰板塊的匹配程度來評分。遊戲也提供各類任務，玩家可藉此獲得分數和額外板塊。除了標準模式，遊戲還設有五種遊玩模式。
《築夢頌》由四名就讀於柏林工程與經濟應用科學大學的德國和瑞士學生開發。他們在校修讀碩士課程時，覺得這是個可以遵從本心製作遊戲的好時機，機會難得，因此決定創立大嘴鳥互動來製作遊戲。2020年4月，四人為了完成碩士課程的習作，先後開發了十多個不同的遊戲原型，當中包括為了參與Ludum Dare遊戲開發大賽而創作的本作。大賽完結後，四人繼續開發，並以古老德語單詞作為遊戲暫定標題，該詞通常用來描述人們渴望回到鄉村時產生的懷舊之情。遊戲的設計靈感源於經典歐洲圖版遊戲，以及電子遊戲《俄羅斯方塊》、《海岛文明》、《Townscaper》。藝術風格則參考了大量浪漫主義和印象派的風景畫，以及風景照。
2020年6月，電子遊戲線上零售商Itch.io推出內含數以千計遊戲的捆綁包，當中包括《築夢頌》原型；遊戲在此時收獲大量關注，一些玩家稱遊戲幫助他們在疫情大流行及封鎖期間緩解焦慮。四人花了將近兩年的時間開發遊戲，最終於2021年3月推出抢先体验版本。遊戲推出後關注度再次上升，並獲得許多獎項和提名。經過幾次更新後，適用於Microsoft Windows平台的完整版遊戲於2022年4月發行，任天堂Switch版本則於同年9月推出。遊戲推出後以正面評價為主，評論家稱讚遊戲的視聽效果，但對遊戲的玩法及其深度意見不一。德國遊戲發行商隨後推出了三款改編自本作的桌上遊戲，其中原版《築夢頌》更於2023年德国年度游戏奖獲評為年度遊戲。

## 玩法

遊戲畫面，右上方展示分數，右下方展示玩家持有的板塊數量

《築夢頌》是款單人策略益智遊戲，玩家須透過拼湊組合各式各樣的地景板塊來創造風景。板塊為六邊形，由最多六種土地類型組成，包括樹木、荒地、田地、房屋、流水、鐵軌，每側只有一種土地類型。遊戲從一個六邊均是荒地的板塊開始，玩家會得到一疊40塊、隨機生成的地景板塊。玩家能看到首三塊板塊的土地類型，並從最上層開始抽取。玩家可自由選擇區域，旋轉板塊後放置，來組合創造不同地形。遊戲限制玩家放置時必須緊接已有板塊，而且放置的板塊不能導致流水或鐵軌在板塊邊緣突然結束。板塊一旦放置便不能移動，不過玩家可以復原其操作。
當玩家放置地景板塊後，遊戲便會按照該板塊邊緣與相鄰板塊的匹配程度來評分。部分板塊設有特殊任務，例如把特定數量的房屋連接起來，鋪設出一個村莊聚集地。完成後，遊戲可能會發佈後續任務，讓玩家封閉相關區域（例如以其他地形包圍森林或流水，使其無法擴張）。完成任務後遊戲會給予分數，並額外提供地景板塊。另外，若玩家放置的板塊六邊與周圍板塊類型相配，即視為「完美拼接」，遊戲會給予分數，外加一塊地景板塊。隨著地圖面積擴大，玩家可以在距離起始位置較遠的位置，找到包含不同獎勵挑戰的特殊板塊，完成挑戰後便可解鎖更多新的板塊（例如建有鐘樓的房屋板塊）、生物群系和任務。遊戲會在所有板塊用盡後結束。除了前述的標準模式外，遊戲還提供沒有板塊數量限制的創意模式，板塊放置上限為75塊的快速模式，任務較少、板塊較複雜的困難模式，可供玩家調整地形元素、任務、參數的自訂模式，以及採用固定地圖種子和設置而且每月更新的月度模式。

## 開發與發行
《築夢頌》由四名就讀於柏林工程與經濟應用科學大學的德國和瑞士學生開發，他們分別是蒂莫·法爾克（Timo Falcke）、桑德羅·霍伊伯格（Sandro Heuberger）、盧卡·朗根貝格（Luca Langenberg）、茲威·札烏施（Zwi Zausch）。在校時期，四人開發了幾款遊戲作為學期課題，其中法爾克和霍伊伯格更合作開發了虚拟现实遊戲《ViSP - 虛擬太空站》（ViSP - Virtual Space Port），並於数字分发平台Steam上作商業發行。四人在修畢並取得遊戲設計學士學位後，便投身職場。當母校開設遊戲設計硕士課程時，四人選擇重返校園進修。碩士課程的重點是設計和撰寫遊戲製作過程；在首個學期，四人有感這是個可以遵從本心製作遊戲的好時機，將來未必再有如此機會，認為值得一試。於是，他們創立大嘴鳥互動（Toukana Interactive）工作室，專注於創造「簡約、引人入勝的遊戲」。四人把他們的碩士論文重點放在遊戲創作上，工作室則獲得大學DE:HIVE研究所（DE:HIVE Insitute）的初創培育計劃支持。
工作室創立後的2020年4月，四人正思考製作什麼遊戲。在這個月中，他們先後開發了十多個不同的原型作品，平均隔幾天製作一個；其中一個是為了同月底舉行的Ludum Dare遊戲開發大賽而創作，主題為「保持活力」（Keep it Alive）。集思廣益後，四人決定以「調和文明與自然，延續人類之燈火」的概念迎合主題。針對核心玩法，他們希望其既簡單又具備高擴展性，於是想到透過拼接板塊來形成簡化的風景，同時引入建造任務來賦予拼接板塊目的。當為期兩天的遊戲開發大賽結束時，四人已經完成遊戲的核心玩法，對於遊戲的發展方向也有了清晰的願景。他們選擇了古老的德語單詞作為遊戲的暫定標題，字面意思為「鄉村浪漫」，通常用來描述人們渴望回到鄉村時產生的懷舊之情。雖然有些開發者友人建議他們遷就英語使用者而改用英語標題，但最終他們堅持己見，以德語命名德國遊戲。
遊戲的設計靈感源於經典歐洲圖版遊戲，以及電子遊戲《俄羅斯方塊》、《海岛文明》、《Townscaper》。背景設定靈感則來自於四位成員的家鄉，他們在德國和瑞士的鄉間長大，有的地處山區，有的瀕臨海洋。在探索藝術風格時，朗根貝格和札烏施以情緒板作輔助，參考了大量風景照，以及浪漫主義和印象派的風景畫。他們並非追求再現現實風景，而是想將現實風景理想化、和諧化，以盡顯其無瑕之美。遊戲以Unity游戏引擎開發，藝術資源由Affinity和Blender軟件創作。遊戲配樂由作曲家拉里莎·岡田（Laryssa Okada）和共同完成。四人在確定了喜歡的音樂風格、元素、節奏、樂器後，便要求兩位作曲家創作出有氛圍、「佛系」又不會使人無聊的曲目，還強調不能分散玩家的注意力。經過反覆修改，兩位作曲家交出首批作品，而這些作品也進一步確立了遊戲配樂的方向。
2020年6月，電子遊戲線上零售商Itch.io推出「種族正義與平等捆綁包」（Bundle for Racial Justice and Equality），為美國全国有色人种协进会和社區保釋基金籌款。捆綁包內含1,700多款遊戲，《築夢頌》原型也在其中。遊戲銷量超過80萬份，關注度因而激增。團隊收到不少玩家評論，部分稱遊戲幫助他們在疫情大流行及封鎖期間保持理智、緩解焦慮；他們有感自己可以在力所能及的範圍內，為世人應對疫情作出微薄貢獻，於是繼續開發工作。四人花了將近兩年的時間開發遊戲；他們原本打算在2021年末發佈成品，唯因遊戲備受好評，於是決定提早六個月推出抢先体验版本，即2021年3月25日。首輯6首配樂也於同日推出。搶先體驗版發佈後，遊戲再次獲得大量關注，玩家蜂擁而至，德國當地不少直播主作遊戲直播，甚至吸引電視台採訪。及後，工作室聘請了社群經理和行銷人員，四人則專注於遊戲開發工作。四人選擇自行發佈遊戲，而非與發行商合作，原因在於經驗難得，且獲得盡可能多的經驗對他們來說非常重要，即使失敗他們也能從中汲取教訓。
工作室在推出搶先體驗版時，仍計劃在2021年底發佈完整版遊戲。然而，工作室於同年7月宣佈計畫推遲至2022年春季。團隊利用餘下的開發時間改善遊戲並添加新功能，例如2021年8月推出的創意模式，以及額外的景觀板塊、生物群系、任務。2022年4月28日，工作室推出適用於Microsoft Windows平台的完整版遊戲，包含額外的遊戲模式，以及第二輯共6首配樂。任天堂Switch版本則於同年9月29日推出。2025年5月7日，工作室宣佈將於PlayStation、Xbox、智能手机平台上推出移植版本。

## 評價
| 汇总媒体             | 得分                  |
| -------------------- | --------------------- |
| Metacritic           | PC：80/100 NS：84/100 |
| OpenCritic（推荐率） | 95%                   |

| 媒体           | 得分   |
| -------------- | ------ |
| Destructoid    | 8/10   |
| Edge           | 7/10   |
| Game Informer  | 8/10   |
| GameStar       | 81/100 |
| Nintendo Life  | 8/10   |
| 任天堂世界报道 | 8.5/10 |
| Shacknews      | 9/10   |
| 衛報           | [ 30 ] |
| IGN日本        | 8/10   |

《築夢頌》以正面評價為主。匯總媒體Metacritic根據18條評論給予遊戲Microsoft Windows版本80分，另根據14條評論給予任天堂Switch版本84分。匯總媒體OpenCritic則收錄25份評測，推薦率為95%。工作室未有公佈銷售數字，不過團隊曾經表示銷量之多足夠他們償還德國政府的貸款，並為下一款遊戲的開發工作提供資金。
評論家讚揚遊戲玩法使人放鬆，也有意見認為類型單一。雜誌《Edge》以及網站GameStar和Eurogamer的遊戲記者均認為，遊戲玩法令人愉悅、放鬆、滿足，又可以享受沉思默想的樂趣。在Rock, Paper, Shotgun撰文，稱遊戲沒有時間壓力和建築限制，玩家可以隨心所欲地思考、琢磨，創造出最迷人、熱情、放鬆的遊戲世界。《Game Informer》的和任天堂世界報道的尼爾·羅納漢均認為，遊戲在舒適感和策略性之間取得良好平衡。然而，Destructoid的強調它並不一定能滿足每個人的放鬆需求（例如强迫症患者），又指遊戲策略元素太少，容易導致玩家走神。Nintendo Life刊登的評論，指遊戲「僅有一招」，一旦對遊戲概念感到乏味，玩家便會興致索然，所以遊戲性長遠而言相對淺薄。相反，Polygon的認為，如果玩家把注意力集中在「完美拼接」，而不是單純遊玩，遊戲就會變成引人入勝的解謎作。IGN日本的野村光把遊戲玩法的雙重體驗概括為「分歧」，玩家既可以輕鬆遊玩、隨心所欲地放置板塊，又或者專注於「完美拼接」上、衝擊更高分數。不過，兩種玩法相互排斥，沒有折中，如果玩家未能融入其中，可能會失去興趣。
遊戲的視聽效果獲得一致好評。稱遊戲中的風景既華麗又像玩具，甚至可以說是一場美學洗禮。指遊戲營造出一種「禪意氛圍」，又稱讚生物群落會隨著地圖擴大而有所改變，予人新鮮的視覺體驗。《衛報》記者認為遊戲氛圍舒適，玩家在輕快的背景音樂下遊玩，身心得到放鬆。覺得遊戲美術結合溫馨的色調，讓人聯想到朦朧的夏日假期、清爽的秋日午後，以及舒適的冬夜。而在音樂和音效設計方面，她指配樂輕快、令人感到舒適，偶爾還能聽到動物的叫聲以及火車汽笛聲，容易令玩家沉浸於遊戲內。野村則表示音效溫暖、靜謐而有力，營造出輕鬆愜意的氛圍，配上充滿田園風情的畫面可謂相得益彰，彷彿將玩家帶到遠離城市喧囂的地方。在Shacknews撰文，指遊戲配樂、背景噪音、動作音效都「天衣無縫地融合在一起」，創造出活靈活現的世界，玩家能夠在遊玩時「大飽耳福」。

### 獎項與提名
搶先體驗版發佈後，遊戲獲得不少獎項和提名。2021年4月，遊戲獲頒德國電子遊戲獎的最佳遊戲設計和最佳新作獎，並獲提名最佳家庭遊戲。5月，它於独立游戏节獲提名最佳學生遊戲。8月，它於Gamescom展覽會上獲提名最佳獨立遊戲。12月，它再於德國開發者獎上獲頒最佳德國遊戲。在遊戲推出完整版後，它還獲提名2022年Steam大獎的輕鬆愜意獎，以及2022年金搖杆獎的最佳獨立遊戲。
| 年份 | 獎項             | 類別         | 結果 | 來源          |
| ---- | ---------------- | ------------ | ---- | ------------- |
| 2021 | 德國電子遊戲獎   | 最佳遊戲設計 | 獲獎 | [ 31 ] [ 32 ] |
| 2021 | 德國電子遊戲獎   | 最佳新作     | 獲獎 | [ 31 ] [ 32 ] |
| 2021 | 德國電子遊戲獎   | 最佳家庭遊戲 | 提名 | [ 31 ] [ 32 ] |
| 2021 | 第23屆独立游戏节 | 最佳學生遊戲 | 提名 | [ 33 ]        |
| 2021 | Gamescom         | 最佳學生遊戲 | 提名 | [ 34 ]        |
| 2021 | 德國開發者獎     | 最佳德國遊戲 | 獲獎 | [ 9 ]         |
| 2022 | Steam大奖        | 輕鬆愜意獎   | 提名 | [ 35 ]        |
| 2022 | 第38屆金摇杆奖   | 最佳獨立遊戲 | 提名 | [ 36 ]        |

## 桌遊改編
2023年，德國遊戲發行商推出了本作的桌上遊戲版：《築夢頌》（Dorfromantik: The Board Game）。遊戲由設計師盧卡斯·扎克（Lucas Zach）和麥可·帕姆（Michael Palm）設計。扎克工作於開發商King Art Games，其作品《鋼鐵收割》與《築夢頌》一同獲提名德國電子遊戲獎，好奇心驅使下他試玩了《築夢頌》，發覺它很像桌遊。另一方面，扎克和帕姆認為遊戲與他們開發多年的板塊放置遊戲類似。於是，二人便請來接洽大嘴鳥互動。據聯合創始人卡斯滕·埃舍（Karsten Esser）稱，熱門電子遊戲的版權擁有人通常會找桌遊製造商製作衍生遊戲，務求獲得更多利潤；但這次則相反，是桌遊製造商主動洽談電子遊戲開發商，評估推出桌上遊戲改編版的可行性。扎克和帕姆很快便製作出桌遊的數碼原型版，大嘴鳥互動同意雙方繼續合作。帕姆指，電子遊戲會自動計分並按任務難度排序；故將其改編成桌遊的難關在於，如何在遊玩過程減少經營管理，只需在遊戲結束時計算分數。
《築夢頌》桌遊版於2023年2月發售，屬於合作型遊戲，遊戲人數為1至6人，遊戲時長約30至60分鐘。有如電子遊戲版本，新的板塊和元素會隨著遊戲推進而解鎖，玩家也可記錄分數，以打開裝有成就卡的盒子。遊戲獲得2023年德国年度游戏奖的年度遊戲獎項，並於2024年美國桌上遊戲獎（The American Tabletop Awards）中被評為「推薦休閒遊戲」。雖然廠商未有公佈銷售數字，不過埃舍表示，贏得年度遊戲獎的作品通常會在接下來的幾個月內，為零售商帶來額外利潤。遊戲的雙人競技版本於2024年2月發售，名為《築夢頌：對決》（Dorfromantik: The Duel），遊戲時長約30至45分鐘。《築夢頌》桌遊版的後續作品《築夢頌：櫻花》（Dorfromantik: Sakura）於2024年11月發售，玩法相似，遊戲時長約30至90分鐘，但背景改為日本的田園風景，並加入新板塊和新的「櫻花」元素。

## 外部連結
- 官方网站（英文）